# 村田夏南子
村田 夏南子（むらた かなこ、1993年8月10日 - ）は、日本の女性総合格闘家。元レスリング選手。愛媛県松山市出身。安部学院高等学校卒業。日本大学卒業。リバーサルジム新宿Me,We所属。所属事務所はMILLENNIUM PRO。元Invicta FC世界ストロー級王者。

## 経歴
幼少期より祖父の下で柔道を始めた。女子柔道48kg級世界チャンピオンの浅見八瑠奈と
同じ伊予柔道会に所属して、5歳上の浅見から大きな影響を受けた。小学校高学年では2年連続全国大会で3位となった。また、小学生女子相撲大会4年生の部で優勝経験もある。
中学は愛知県大成中学へ柔道留学。1年次に52キロ級全国3位、2年次に全国優勝。2008年3月のテューリンゲン国際大会でも優勝。しかし、3年の時、自らが得意とする肩車や掬投などタックル系の技を禁止するルール改正や、北京オリンピックの吉田沙保里に憧れを抱いたことも相俟ってレスリングへ転向した。
そして柔道の実績が評価されて、日本オリンピック委員会によるジュニア育成システムであるJOCエリートアカデミー2期生に合格した。
高校はレスリングの名門安部学院高校へ進学。全国高校女子選手権、ジュニアオリンピック、ジュニアクイーンズカップなどの国内ジュニア大会を総なめにした。さらにアジアカデット選手権でも優勝を果たす。2010年には世界ジュニア選手権59kg級で銅メダル獲得。さらに全日本レスリング選手権大会準決勝では憧れの吉田と初対戦するが、テクニカルフォール負けを喫した。
2011年はFILAゴールデングランプリヤリギン国際大会で優勝。初のシニア国際大会タイトル獲得となった。全日本選抜レスリング選手権大会決勝で再び吉田と対戦するが敗れた。世界ジュニア選手権55kg級では優勝を飾った。12月の全日本選手権では吉田に敗れたものの、第一ピリオドにおいて2ポイントを奪う健闘を見せた。
2012年、JOCエリートアカデミーを卒業し日本大学に進学する。この年は1月のヤリギン国際大会、2月のアジア選手権、9月の世界ジュニア選手権、ゴールデングランプリの4大会で優勝と国際戦で大躍進を遂げ、前年の世界ジュニア選手権から5大会連続優勝となった。そして12月には吉田が欠場した全日本選手権で初優勝を果たした。
2013年、JOCが次世代のシンボルアスリートとして初制定した「JOCネクストシンボルアスリート」 の6選手の1人に選出された。
2016年からは総合格闘家に転向し、RIZINに参戦。
UWW世界ランキングは16位(2016年5月現在)。プロレスラーの橋本千紘は高校・大学の1年先輩。

### RIZIN
2015年12月31日、RIZIN FIGHTING WORLD GRAND-PRIX2015 IZAの舞のリング上で挨拶を行い、RIZIN参戦及びに総合格闘技への転向が発表された。
2016年4月17日、RIZIN.1でプロ総合格闘技デビュー。ナタリア・デニソヴァと対戦し、3R判定勝ち。
2016年9月25日、RIZIN FIGHTING WORLD GRAND-PRIX 2016 無差別級トーナメント 開幕戦でキーラ・バタラと対戦し、3R判定勝ち。
2016年12月29日、RIZIN FIGHTING WORLD GRAND-PRIX 2016 無差別級トーナメント 2nd ROUNDで1階級上の中井りんと57.15kg契約で対戦し、3Rにリアネイキドチョークで一本負け。
2018年5月6日、RIZIN.10で後にUFC女子ストロー級王者になるジャン・ウェイリーと対戦が発表されていたが、ウェイリーが練習中の怪我で「左肩靭帯損傷」全治1ヶ月という診断を受け、試合直前に欠場。代わりにランチャーナ・グリーンと対戦し、1Rフロントチョークで一本勝ちを収めた。
2018年8月12日、RIZIN.12で元UFCのアンジェラ・マガーナと対戦し、2Rに肩固めで一本勝ち。
2019年4月21日、RIZIN.15でサライ・オロスコと対戦し、2Rにヴォンフルーチョークで一本勝ちを収めた。
2019年6月7日、RIZINの団体経由でInvicta FCに参戦。Invictaデビュー戦となったInvicta FC 35でリアーナ・ピロシンにリアネイキドチョークで一本勝ち。
2019年11月1日、Invicta FC 38のInvicta FC世界ストロー級王座決定戦でエミリー・デュコテと対戦し、2-1（48-47、47-48、49-46）で判定勝ちを収め王座獲得に成功した。

### UFC
2020年11月14日、UFC初参戦となったUFC Fight Night: Felder vs. dos Anjosでランダ・マルコスと対戦し、3-0の判定勝ち。
2021年6月19日、UFC on ESPN 25: The Korean Zombie vs. Igeで女子ストロー級ランキング13位のビルナ・ジャンジロバと対戦するも、2Rに左ストレートを出した際に左肘を脱臼し、2R終了時に自らの負傷によるドクターストップでTKO負けとなった。
2021年、バンタオ・ムエタイ＆MMAで練習中に、練習相手のインド人男性選手がジムのルールを守らず、膝にサポーターを付けないまま村田とマススパーをして村田の顔面に膝蹴りを当てたことで前歯がすべて折れる大怪我を負い手術となった。この怪我により約2年半の間、試合ができなくなる事態となった。
2023年10月7日、約2年半ぶりに大怪我から復帰し、UFC Fight Night: Dawson vs. Greenでバネッサ・デモポロスと対戦するも、0-3の判定負けを喫した。
2023年11月8日、UFCからリリースされた。

## 人物
桜庭和志を尊敬している。

## 戦績
| 総合格闘技 戦績 | 総合格闘技 戦績 | 総合格闘技 戦績 | 総合格闘技 戦績 | 総合格闘技 戦績 | 総合格闘技 戦績 | 総合格闘技 戦績 |
| --------------- | --------------- | --------------- | --------------- | --------------- | --------------- | --------------- |
| 16 試合         | (T)KO           | 一本            | 判定            | その他          | 引き分け        | 無効試合        |
| 13 勝           | 2               | 4               | 7               | 0               | 0               | 0               |
| 3 敗            | 1               | 1               | 1               | 0               | 0               | 0               |

| 勝敗 | 対戦相手                 | 試合結果                     | 大会名                                                                  | 開催年月日     |
| ○    | エディアナ・シウバ       | 5分3R終了 判定3-0            | UAE Warriors 61                                                         | 2025年7月23日  |
| ×    | バネッサ・デモポロス     | 5分3R終了 判定0-3            | UFC Fight Night: Dawson vs. Green                                       | 2023年10月7日  |
| ×    | ビルナ・ジャンジロバ     | 2R 5:00 TKO（腕の負傷）      | UFC on ESPN 25: The Korean Zombie vs. Ige                               | 2021年6月19日  |
| ○    | ランダ・マルコス         | 5分3R終了 判定3-0            | UFC Fight Night: Felder vs. dos Anjos                                   | 2020年11月14日 |
| ○    | エミリー・デュコテ       | 5分5R終了 判定2-1            | Invicta FC 38: Murata vs. Ducote 【Invicta FC世界ストロー級王座決定戦】 | 2019年11月1日  |
| ○    | リアーナ・ピロシン       | 1R 2:10 リアネイキドチョーク | Invicta FC 35: Bennett vs. Rodriguez II                                 | 2019年6月7日   |
| ○    | サライ・オロスコ         | 2R 2:12 ヴォンフルーチョーク | RIZIN.15                                                                | 2019年4月21日  |
| ○    | アンジェラ・マガーナ     | 2R 3:53 肩固め               | RIZIN.12                                                                | 2018年8月12日  |
| ○    | ランチャーナ・グリーン   | 1R 4:54 フロントチョーク     | RIZIN.10                                                                | 2018年5月6日   |
| ○    | 奈部ゆかり               | 5分3R終了 判定3-0            | DEEP 79 IMPACT                                                          | 2017年9月16日  |
| ○    | クレア・フライヤー       | 5分3R終了 判定3-0            | PANCRASE 288                                                            | 2017年7月2日   |
| ×    | 中井りん                 | 3R 1:16 リアネイキドチョーク | RIZIN FIGHTING WORLD GRAND-PRIX 2016 無差別級トーナメント 2nd ROUND     | 2016年12月29日 |
| ○    | キーラ・バタラ           | 5分3R終了 判定3-0            | RIZIN FIGHTING WORLD GRAND-PRIX 2016 無差別級トーナメント 開幕戦        | 2016年9月25日  |
| ○    | イローナ・ワイマン       | 1R 1:17 TKO（パウンド）      | Girls S-cup2016 〜七夕ジョシカク祭り〜                                  | 2016年7月7日   |
| ○    | マイア・スティーブンソン | 3R 3:43 TKO（パウンド）      | KOTC: Firefight                                                         | 2016年6月4日   |
| ○    | ナタリア・デニソヴァ     | 5分3R終了 判定3-0            | RIZIN.1                                                                 | 2016年4月17日  |

## 主な戦績
(柔道時代の戦績)
- 2004年 -　全国小学生学年別柔道大会　40kg超級　3位
- 2005年 -　全国小学生学年別柔道大会　45kg超級　3位
- 2007年 -　近代柔道杯全国中学生柔道大会 団体戦　3位
- 2007年 -　全国中学校柔道大会 52kg級　優勝
- 2008年 -　テューリンゲン国際　優勝
- 2008年 -　全国中学校柔道大会 団体戦　2位
- 2008年 -　全日本選抜少年柔道大会 団体戦　2位

(以降はレスリングでの戦績)
- 2009年 -　2011年　ジュニアクイーンズカップ 　3連覇
- 2009年 -　2011年　ジュニアオリンピック　3連覇
- 2009年 -　2011年 全国高校女子選手権　3連覇
- 2009年　-　アジアカデット選手権大会　優勝
- 2010年 -　アジアジュニア選手権大会　優勝
- 2010年 -　世界ジュニア　3位
- 2010年 -　全日本レスリング選手権大会　3位
- 2011年 -　FILAゴールデングランプリ　ヤリギン国際大会　優勝
- 2011年 -　FILAゴールデングランプリ　クリッパン国際大会　2位
- 2011年 -　全日本選抜レスリング選手権大会　2位
- 2011年 -　FILAゴールデングランプリ　決勝大会　2位
- 2011年 -　世界ジュニア　優勝
- 2011年 -　全日本レスリング選手権大会　2位
- 2012年 -　FILAゴールデングランプリ　ヤリギン国際大会　優勝
- 2012年 -　アジア選手権大会　優勝
- 2012年 -　世界ジュニア　優勝
- 2012年 -　FILAゴールデングランプリ　決勝大会　優勝
- 2012年 -　全日本レスリング選手権大会　優勝
- 2013年 -　アジア選手権大会　2位
- 2013年 -　全日本選抜レスリング選手権大会　2位
- 2013年 -　ユニバーシアード　3位
- 2013年 -　全日本レスリング選手権大会 3位

## 獲得タイトル
- 第7代Invicta FC世界ストロー級王座（2019年）

### 試合映像
1. ↑  『【試合映像】2016.12.29 第9試合：中井りん vs 村田夏南子』RIZIN公式YouTubeチャンネル、2016年。

### 補足映像
1. ↑  『【番組】RIZIN CONFESSIONS #13（※試合映像＆村田夏南子とランチャーナ・グリーンによる試合振り返りドキュメンタリー番組）』RIZIN公式YouTubeチャンネル、2018年。